# Lianxing
Lianxing (chinesisch 联兴乡, Pinyin Liánxīng Xiāng) ist eine Gemeinde im Kreis Nenjiang der Stadt Heihe in der nordostchinesischen Provinz Heilongjiang. Die Gemeinde hat eine Fläche von 609,9 km² und 14.253 Einwohner (Stand: Zensus 2010). Sie liegt direkt am Ostufer des Nen Jiang und ist ein wichtiges Anbaugebiet für Weizen und Sojabohnen. Lianxing gehört zu den traditionellen Siedlungsgebieten der nordtungusischen Völker der Ewenken und Oroqen.

## Administrative Gliederung
Lianxing setzt sich aus elf Dörfern zusammen. Diese sind:
- Dorf Lianxing der Ewenken (联兴鄂温克族村), Zentrum, Sitz der Gemeinderegierung;
- Dorf Dongning (东宁村);
- Dorf Hashitai der Oroqen (哈什太鄂伦春族村);
- Dorf Hexing (合兴村);
- Dorf Jinshan (金山村);
- Dorf Jinshi (金石村);
- Dorf Shuangxing (双兴村);
- Dorf Xingge (兴革村);
- Dorf Yingshan (英山村);
- Dorf Yinhe (银河村);
- Dorf Zhenxing (振兴村).